# Rio Sardoura
O rio Sardoura nasce na freguesia de Santa Eulália (Arouca), concelho de Arouca. Local onde inicia o seu percurso de 18 km até desaguar no rio Douro. É dos cursos de água que constitui a bacia hidrográfica do rio Douro.